# Cavidad timpánica
La cavidad timpánica es una pequeña cavidad que rodea los huesecillos del oído medio. En su interior se encuentran los huesecillos, tres pequeños huesos que transmiten las vibraciones utilizadas en la detección del sonido.

## Estructura
En su superficie lateral, linda con el conducto auditivo externo [ canal auditivo ] del que está separado por la membrana timpánica (tímpano).

### Paredes
La cavidad timpánica está delimitada por:
- Frente al oído interno, la pared medial (o pared laberíntica) es vertical, y tiene la ventana oval y la ventana redonda, el promontorio, y la prominencia del canal facial.
- Frente al oído externo, la pared lateral (o pared membranosa), está formada principalmente por la membrana timpánica y en parte por el anillo óseo en el que se inserta esta membrana. Este anillo óseo está incompleto en su parte superior, formando una incisura (incisura de Rivinus),[1] cerca de la cual hay tres pequeñas aberturas: el "iter chordæ posterius", la fisura petrotimpánica y el "iter chordæ anterius". La fisura petrotimpánica se abre justo por encima y por delante del anillo óseo en el que se inserta la membrana timpánica; en esta situación es una mera hendidura de unos 2 mm de longitud. Alberga la apófisis anterior y el ligamento anterior del martillo, y da paso a la rama anterior timpánica de la arteria maxilar interna. El iter chordæ anterius (canal de Huguier) se sitúa en el extremo medial de la fisura petrotimpánica; a través de él el nervio cordal timpánico sale de la cavidad timpánica.
- El techo de la cavidad (también llamado pared tegmental, techo tegmental o tegmentum tympani) está formado por una fina placa ósea, el tegmen tympani, que separa las cavidades craneal y timpánica. Está situado en la superficie anterior (frontal) de la porción petrosa del hueso temporal cerca de su ángulo de unión con la parte escamosa del hueso temporal; se prolonga hacia atrás para cubrir el antro timpánico y hacia adelante para cubrir en el semicanal el músculo tensor del tímpano. Su borde lateral se corresponde con los restos de la sutura petrosa.[2]
- El suelo de la cavidad (también llamado pared yugular) es estrecho, y consiste en una fina placa de hueso (fundus tympani) que separa la cavidad timpánica de la fosa yugular. Presenta, cerca de la pared laberíntica, una pequeña abertura para el paso de la rama timpánica del nervio glosofaríngeo.
- La pared posterior (o pared mastoidea) es más ancha por arriba que por abajo, y presenta para su examen la entrada al antro timpánico, la eminencia piramidal y la fosa incudis.
- La pared anterior (o pared carotídea) es más ancha por encima que por debajo; se corresponde con el conducto carotídeo, del que está separada por una fina placa ósea perforada por la rama timpánica de la arteria carótida interna, y por el nervio petroso profundo que conecta el plexo simpático de la arteria carótida interna con el plexo timpánico del promontorio. En la parte superior de la pared anterior se encuentran el orificio del semicanal para el músculo tensor del tímpano y el orificio timpánico de la trompa de Eustaquio, separados entre sí por una fina placa horizontal de hueso, el septum canalis musculotubarius.

## Significado clínico
Si está dañada, la membrana timpánica puede repararse en un procedimiento denominado timpanoplastia.
En caso de que se acumule líquido dentro del oído medio como resultado de una infección o por alguna otra razón, se puede drenar mediante la punción de la membrana timpánica con una aguja de gran calibre (timpanocentesis).

## Imágenes adicionales

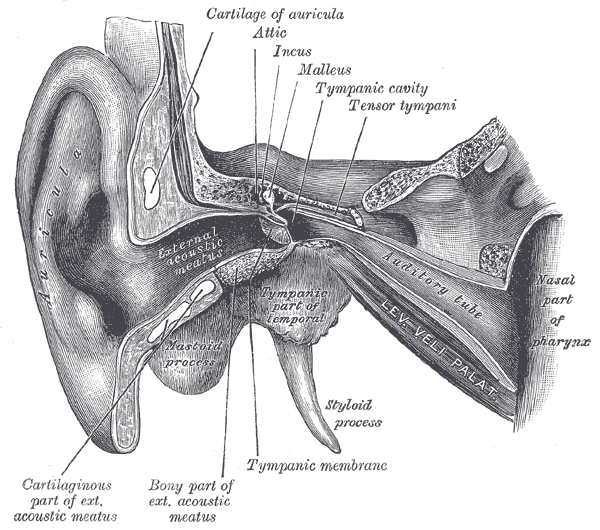
Oído externo y medio, abierto de frente. Lado derecho.
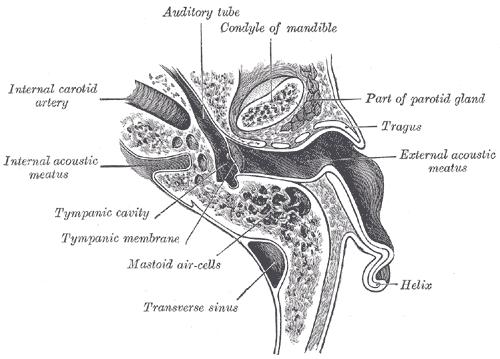
Sección horizontal a través del oído izquierdo; mitad superior de la sección.
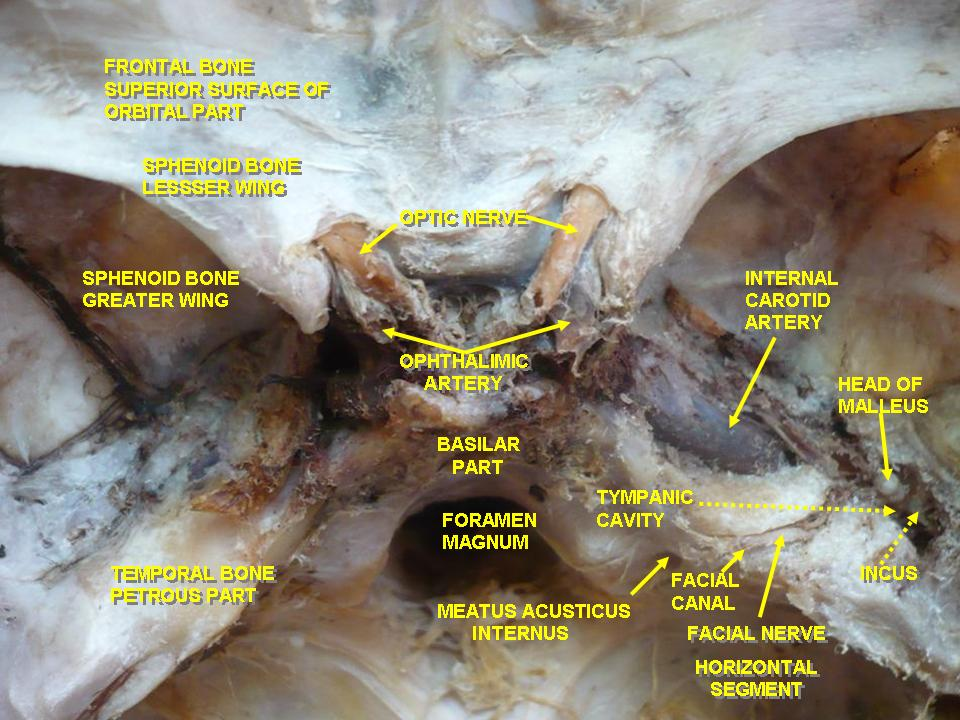
Cavidad timpánica. Canal facial. Arteria carótida interna.
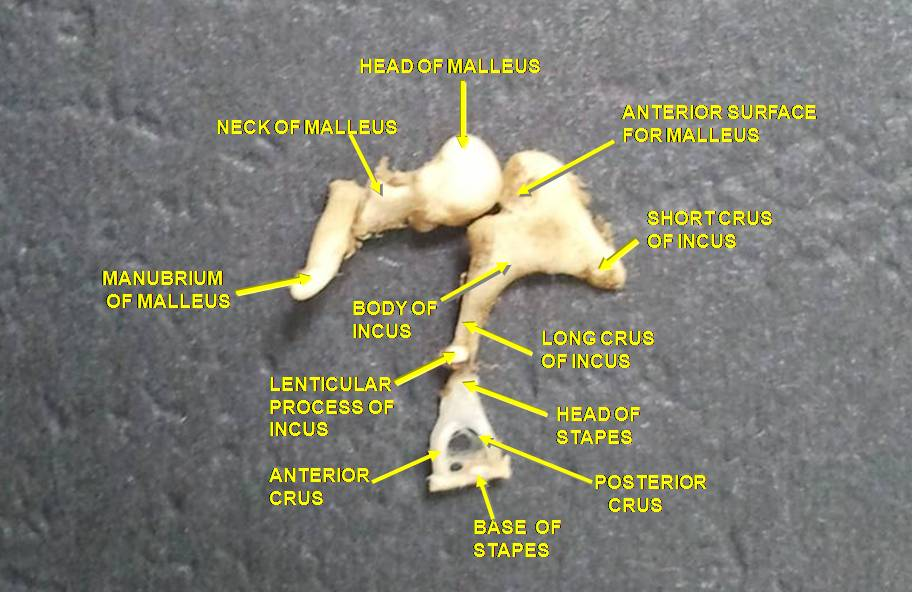
Osículos auditivos. Cavidad timpánica. Disección profunda.